# Ischnothyreus falcatus
Ischnothyreus falcatus là một loài nhện trong họ Oonopidae.
Loài này thuộc chi Ischnothyreus. Ischnothyreus falcatus được miêu tả năm 2008 bởi Tong & Li.